# The Typing of the Dead
The Typing of the Dead (ザ・タイピング・オブ・ザ・デッド Za Taipingu Obu Za Deddo) là một game arcade được phát triển bởi WOW Entertainment và Sega phát hành cho hệ máy NAOMI. Trò chơi được phát hành trong các máy arcade của Nhật vào năm 1999 và được port sang Sega Dreamcast vào năm 2001 bởi Smilebit. Phiên bản Microsoft Windows được phát hành vào năm 2000 và bản port sang PlayStation 2 tiếp theo vào năm 2004.
Cốt truyện của The Typing of the Dead nói về một nhà bác học điên khùng muốn tạo ra một đội quân của những người vô ý thức, được dẫn dắt bởi một superzombie (siêu ma), nhằm mục đích như bao kẻ điên khùng khác  là thống trị thế giới. Chỉ có người chơi và bàn phím mới có khả năng cứu thế giới khỏi diệt vong.
The Typing of the Dead là một bản mod của tựa game arcade light gun năm 1998 của Sega mang tên The House of the Dead 2, trong đó khẩu súng được thay thế bằng bàn phím máy tính. Người chơi đóng vai trò là một đặc vụ bí mật ở Venezia bị nhiễm zombie và phải nhanh chóng gõ các chữ cái, từ và cụm từ để tiêu diệt kẻ thù tiến công nhanh chóng.
Mặc dù rơi vào tiêu chí "giải trí mang tính giáo dục", trò chơi vẫn được giới phê bình game chính thống khen ngợi vì sự hài hước, khó khăn và độc đáo. Phiên bản PC của The Typing of the Dead đã bán được 120.000 bản vào năm 2003.
Phiên bản port sang PlayStation 2 gọi là The Typing of the Dead: Zombie Panic. Phiên bản này được phát hành tại Nhật Bản vào cuối tháng 12 năm 2004 và được đóng gói kèm theo bàn phím USB. Trò chơi hầu như không thay đổi, mặc dù ba lô Dreamcast đã được thay thế bằng ba lô PlayStation 2 và những trò minigame mới được tích hợp vào câu chuyện chính. Phần tiếp theo, The Typing of the Dead 2, được phát hành tại Nhật Bản vào năm 2007. English of the Dead, một phiên bản khác của House of the Dead 2, được phát hành dưới dạng game học hỏi ngôn ngữ dành cho Nintendo DS tại Nhật Bản vào năm 2008. Vào năm 2012, một phiên bản làm lại trên iOS đã được phát hành mang tên Flick of the Dead. Typing of the Dead: Overkill, dựa trên The House of the Dead: Overkill, được phát hành trên Windows vào tháng 10 năm 2013.

## Lối chơi

Màn hình trong game hiện cảnh người chơi phải gõ tên các loài hoa để tiêu diệt zombie

The Typing of the Dead được mô tả khác nhau như là một phiên bản làm lại hoặc là một bản mod của tựa game gốc The House of the Dead 2. Nó vẫn giữ phong cách bắn súng hồng tâm góc nhìn thứ nhất nguyên bản, nhưng thay vì bắn zombie và những kẻ thù khác, người chơi phải gõ ra từ hoặc cụm từ để giết chúng. Từ, câu hoặc cụm từ bắt buộc được hiển thị trong hộp thoại xuất hiện cùng với kẻ thù. Độ dài và độ phức tạp của các cụm từ tăng lên khi đi sâu vào game. Các tính năng khác được giữ lại bao gồm các thử thách giải cứu làm thay đổi con đường mà trò chơi đi đến đích cuối cùng và các bí mật và vật phẩm thưởng ẩn giấu trong game.
Tất cả các màn đều chứa các khu vực thử thách cụ thể, yêu cầu người chơi tiêu diệt một số lượng zombie nhất định trong một thời gian giới hạn. Sau cùng được kết thúc bằng một trận đấu trùm sử dụng một số hình thức thay đổi của lối chơi thông thường, chẳng hạn như một cụm từ dài hoặc một câu hỏi mà câu trả lời phải được gõ chính xác. Các phiên bản port sang console đều có những phần chơi "Original" và "Arcade" cho cốt truyện chính và các mục "Tutorial", "Drill" và "Boss" để huấn luyện thêm về việc gõ chữ. Hầu hết các thay đổi khác là hời hợt, chẳng hạn như thay thế vũ khí bị zombie sử dụng bằng vật phẩm vô hại và trang bị cho các đặc vụ AMS với bàn phím gắn vào ba lô Sega Dreamcast bằng những cục pin quá khổ.

## Cốt truyện
Cốt truyện của game theo sát cốt truyện của House of the Dead 2. Câu chuyện bắt đầu vào ngày 26 tháng 2 năm 2000, khi một số đặc vụ AMS đã được phái tới điều tra một nạn dịch zombie ở Venezia, Ý. Người chơi có thể điều khiển hai nhân vật, James và Gary, được phái đi tìm "G" của bản gốc và sau đó được giao nhiệm vụ khôi phục lại trật tự. Trách nhiệm đối với các vụ dịch đã sớm bắt nguồn từ "Goldman," một ông trùm ngân hàng và nhà khoa học cố gắng chấm dứt quyền kiểm soát Trái Đất của con người. Phần lớn trò chơi xoay quanh việc phá hủy những sáng tạo của Goldman, kết thúc với trùm cuối của "Hoàng đế". Một trong ba cảnh kết thúc hài hước có thể xảy ra, tùy thuộc vào câu trả lời cho các câu hỏi được yêu cầu nhằm đánh bại Hoàng đế.

### Kết thúc
Có ba kết thúc khả dĩ:
- Explosion ending: Nhân vật đánh bại Hoàng đế, sau đó thấy Goldman tự sát bằng cách nhảy xuống tòa nhà. Một vụ nổ được nhìn thấy khi Goldman chạm đất. Kết thúc này đạt được bằng cách gõ câu trả lời trung thực cho các câu hỏi nằm trong cuộc đấu trùm.
- Bungee ending: Điều này tương tự như lần đầu tiên, nhưng có thể thấy một sợi dây bungee gắn vào chân của Goldman. Goldman trở lại nơi ông ta đang ở và nôn mửa. Kết thúc này đạt được bằng cách gõ một sự kết hợp của các câu trả lời trung thực và không trung thực hoặc lạ cho các câu hỏi được nêu trong cuộc đấu trùm.
- Superman ending: Điều này tương tự như lần đầu tiên, nhưng khi Goldman chia tay người kể chuyện, anh ta giơ tay và bay lên trời. Kết thúc này đạt được bằng cách gõ câu trả lời không trung thực cho các câu hỏi được nêu trong cuộc đấu trùm.

## Phát hành

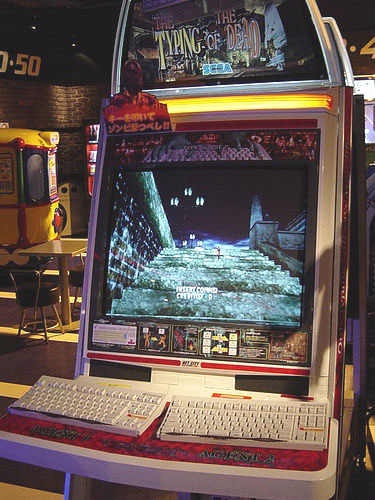
Một tủ arcade nguyên thủy của trò chơi

The Typing of the Dead ban đầu được phát hành cho các máy arcade ở Nhật Bản vào năm 1999 với một chiếc tủ đặc biệt được trang bị bàn phím QWERTY kép. Trò chơi này là một trong những tựa game được phát triển đầu tiên của Smilebit, một nhóm các nhà phát triển Sega gần đây đã thành lập một công ty mới.
Phiên bản console gia đình đầu tiên là dành cho thị trường Sega Dreamcast của Nhật vào ngày 30 tháng 3 năm 2000. Phiên bản phát hành ở Bắc Mỹ diễn ra vào tháng 1 năm sau. Một bản port sang PC được sản xuất bởi Empire Interactive và phát hành vào tháng 9 năm 2001. Bản phát hành PC thứ hai, Typing of the Dead 2003, có hỗ trợ độ phân giải cao hơn và "Kid's mode" giới thiệu một nhân vật mới với phần lồng tiếng Nhật, chỉ được phát hành tại Nhật Bản; Một số phiên bản PC độc quyền khác của Nhật theo sau. Phiên bản PC gốc đã được cung cấp trên GameTap vào tháng 10 năm 2007.

## Đón nhận
The Typing of the Dead được giới phê bình đánh giá là một trò chơi thú vị, nhận được những đánh giá "đầy triển vọng" trên cả hai hệ máy theo trang web tổng hợp đánh giá Metacritic.
Tại Nhật Bản, Famitsu đã cho phiên bản Dreamcast số điểm 35/40. Những người phê bình đánh giá cao sự hài hước phi lý của định dạng game, đặc biệt là trong những cụm từ bất thường mà trò chơi tạo ra trong các màn sau này. Phần lồng tiếng phụ của bản gốc House of the Dead 2 được coi là để tăng cường khía cạnh này của game.
Chất lượng đồ họa bị chỉ trích ở các mức độ khác nhau, vì chúng chưa được cập nhật từ phiên bản arcade gốc của House of the Dead 2. PC World đã không mấy ấn tượng với tiền đề của trò chơi đến nỗi họ liệt kê nó là một ứng cử viên trong danh sách "Top Mười Game Tệ Nhất".
Game Informer đã phong danh hiệu cho trò chơi này là tựa game kỳ lạ nhất mọi thời đại.